# San Isidro (Cabañas)
San Isidro é um município do departamento de Cabañas, em El Salvador. Sua população estimada em 2007 era de 10 533 habitantes.